# ایمی پترسن
ایمی پترسن (انگلیسی: Amy Patterson; ۱۶ ژوئیهٔ ۱۹۱۲ – ۲۸ دسامبر ۲۰۱۹) آهنگساز، شاعر، و نویسنده اهل آرژانتین بود. وی بین سال‌های ۱۹۳۰ تا ۲۰۱۹ میلادی فعالیت می‌کرد. او در آرژانتین بسیار محبوب بود و بسیاری از آثار موسیقی او از سوی وزارت آموزش و پرورش آرژانتین تأیید دولتی دریافت کردند.
پترسن در شهر سن میگل د توکومان در استان سانتیاگو دوتوکومان متولد شد، اما در سنین کم خانواده‌اش به پایتخت آرژانتین، بوئنوس آیرس، نقل مکان کردند. او در آنجا با گرفتن کلاس‌های خصوصی یاد گرفت که چگونه ویولن و پیانو بنوازد.